# SMAD7
هم‌ساخت ۷ مادران مخالف دکپنتاپلجیک (انگلیسی: Mothers against decapentaplegic homolog 7) یک پروتئین است که در انسان توسط ژن «SMAD7» کُدگذاری می‌شود.
این پروتئین عضوی از خانواده بزرگ SMAD است که این نیز به نوبهٔ خود، جزئی از اَبَرخانوادهٔ فاکتور رشد تغییردهنده بتا است.
پروتئین SMAD7 در پیام‌رسانی سلولی نقش دارد و همچون یک آنتاگونیست گیرندهٔ فاکتور رشد تغییردهنده بتا، نوع ۱ عمل می‌کند. این پروتئین همچنین تمایز سلولی را در ماهیچه‌ها تشدید می‌کند.
ساخت پروتئین SMAD7، علاوه بر فاکتور رشد تغییردهنده بتا، توسط فاکتور رشد اپیدرمی، اینترفرون گاما و فاکتور نکروز تومور آلفا تحریک می‌شود و همچون پلی ارتباطی مابین پیام‌رسانی فاکتور رشد تغییردهنده بتا و سایر مسیرهای پیام‌رسانی و سیگنالینگ سلولی عمل می‌کند.
این پروتئین با مولکول‌های بتا-کاتنین و SMAD6، تعامل پروتئین-پروتئین دارد.

## اهمیت بالینی
جهش در ژن «SMAD7» فرد را برای ابتلا به «سرطان روده بزرگ نوع ۳» مستعدتر می‌کند. نابسامانی در پروتئین SMAD7 و سرکوب پیام‌رسانی فاکتور رشد تغییردهنده بتادر جریان سرطان روده بزرگ دیده شده‌است. همچنین مطالعات موردی به انضمام فراتحلیل در بیماران آسیایی و اروپایی نشان داده‌است که جهش در این ژن با افزایش خطر ابتلا به سرطان روده بزرگ همراه است.
فاکتور رشد تغییردهنده بتا یکی از فاکتورهای رشد مهم در سرطان لوزالمعده است. پروتئین SMAD7 با کنترل کردن مسیر پیام‌رسانی فاکتور رشد تغییردهنده بتا، با این نوع سرطان در ارتباط است. برخی پژوهش‌های پیشین، افزایش بیان ژن «SMAD7» در سلول‌های سرطان لوزالمعده را نشان داده‌اند. با این وصف، ارتباط قطعی این ژن با سرطان لوزالمعده هنوز مورد بحث است.
از طرفی، افزایش بیان و تولید گیرنده فاکتور رشد اپیدرمی فرایندهای سرطانی را تشدید می‌کند. افزایش تولید MMP9 در اثر تحریک فاکتور رشد اپیدرمی، سبب افزایش حالت تهاجمی و متاستاز برخی انواع سرطان از جمله سرطان پستان و سرطان تخمدان می‌شود. پروتئین SMAD7 یک اثر مهاری در مسیرهای پیام‌رسانی فاکتور رشد اپیدرمی دارد و در نتیجه ممکن است نقش بازدارندگی در بروز متاستازهای سرطانی داشته باشد.

## برای مطالعهٔ بیشتر
- Massagué J (1998). "TGF-beta signal transduction". Annu. Rev. Biochem. 67: 753–91. doi:10.1146/annurev.biochem.67.1.753. PMID 9759503.
- Verschueren K, Huylebroeck D (1999). "Remarkable versatility of Smad proteins in the nucleus of transforming growth factor-beta activated cells". Cytokine Growth Factor Rev. 10 (3–4): 187–99. doi:10.1016/S1359-6101(99)00012-X. PMID 10647776.
- Wrana JL, Attisano L (2000). "The Smad pathway". Cytokine Growth Factor Rev. 11 (1–2): 5–13. doi:10.1016/S1359-6101(99)00024-6. PMID 10708948.
- Miyazono K, ten Dijke P, Heldin CH (2000). TGF-beta signaling by Smad proteins. Adv. Immunol. Advances in Immunology. Vol. 75. pp. 115–157. doi:10.1016/S0065-2776(00)75003-6. ISBN 9780120224753. PMID 10879283.
- Hayashi H, Abdollah S, Qiu Y, Cai J, Xu YY, Grinnell BW, Richardson MA, Topper JN, Gimbrone MA, Wrana JL, Falb D (June 1997). "The MAD-related protein Smad7 associates with the TGFbeta receptor and functions as an antagonist of TGFbeta signaling". Cell. 89 (7): 1165–73. doi:10.1016/S0092-8674(00)80303-7. PMID 9215638.
- Röijer E, Morén A, ten Dijke P, Stenman G (1998). "Assignment1 of the Smad7 gene (MADH7) to human chromosome 18q21.1 by fluorescence in situ hybridization". Cytogenet. Cell Genet. 81 (3–4): 189–90. doi:10.1159/000015026. PMID 9730599.
- Denissova NG, Pouponnot C, Long J, He D, Liu F (June 2000). "Transforming growth factor beta -inducible independent binding of SMAD to the Smad7 promoter". Proc. Natl. Acad. Sci. U.S.A. 97 (12): 6397–402. Bibcode:2000PNAS...97.6397D. doi:10.1073/pnas.090099297. PMC 18614. PMID 10823886.
- Stopa M, Anhuf D, Terstegen L, Gatsios P, Gressner AM, Dooley S (September 2000). "Participation of Smad2, Smad3, and Smad4 in transforming growth factor beta (TGF-beta)-induced activation of Smad7. THE TGF-beta response element of the promoter requires functional Smad binding element and E-box sequences for transcriptional regulation". J. Biol. Chem. 275 (38): 29308–17. doi:10.1074/jbc.M003282200. PMID 10887185.
- Ebisawa T, Fukuchi M, Murakami G, Chiba T, Tanaka K, Imamura T, Miyazono K (April 2001). "Smurf1 interacts with transforming growth factor-beta type I receptor through Smad7 and induces receptor degradation". J. Biol. Chem. 276 (16): 12477–80. doi:10.1074/jbc.C100008200. PMID 11278251.
- Itoh F, Asao H, Sugamura K, Heldin CH, ten Dijke P, Itoh S (August 2001). "Promoting bone morphogenetic protein signaling through negative regulation of inhibitory Smads". EMBO J. 20 (15): 4132–42. doi:10.1093/emboj/20.15.4132. PMC 149146. PMID 11483516.